# Postgeschichte und Briefmarken der Ukraine

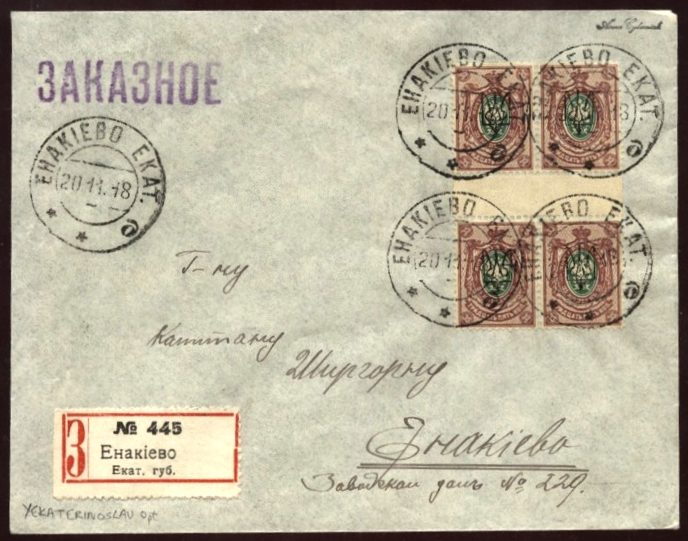
Ein Briefumschlag von 1918 mit russischen Briefmarken, überdruckt mit ukrainischem Dreizack

Die Postgeschichte und Briefmarken der Ukraine beziehen sich auf den Staat der Ukraine und seine Vorgängerstaaten. Die heutige Ukraine lag zur Mitte des 19. Jahrhunderts, als erste Briefmarken ausgegeben wurden, zu einem Großteil im Russischen Kaiserreich, der westliche Teil lag im Kaisertum Österreich und Königreich Ungarn. Von 1918 bis 1919 wurden beide Landesteile kurzzeitig als Ukrainische Volksrepublik und Westukrainische Volksrepublik unabhängig und es wurden zunächst die vorhandenen Briefmarken, jedoch mit Überdrucken versehen, verwendet. Am 14. März 1919 wurde die Ukrainische Sozialistische Sowjetrepublik ausgerufen, woraufhin es sowjetische Briefmarken gab. Ausnahme war die Zeit als Reichskommissariat Ukraine unter deutscher Besatzung im Zweiten Weltkrieg. Seit der Unabhängigkeit der Ukraine von der Sowjetunion wurde ab 1992 eine Vielzahl an Dauer- und Gedenkmarken ausgegeben. In der rechtmäßig zur Ukraine gehörenden Autonomen Republik Krim werden seit 2014 russische Briefmarken verwendet.

## Russisches Kaiserreich und Österreich-Ungarn
Das Gebiet der heutigen Ukraine war in der Mitte des 19. Jahrhunderts zwischen dem Russischen Kaiserreich (zu etwa 85 %) im Osten und dem Kaisertum Österreich und Königreich Ungarn im Westen aufgeteilt. Im Russischen Kaiserreich erschienen Briefmarken ab 1857 und im Kaisertum Österreich ab 1850.
Das Russische Kaiserreich gab zwischen 1866 und 1917 etwa 2500 Semstwo-Briefmarken aus, davon etwa 800 an 39 Orten im ukrainischen Landesteil. Die ersten davon wurden in Werchnjodniprowsk, im Gouvernement Jekaterinoslaw und in Dniprowsk im Gouvernement Taurien in Umlauf gebracht. Beide Orte liegen heute in der Oblast Dnipropetrowsk. Die Post im russischen Landesteil wurde mit Poststempeln in Russisch versehen und im ungarischen in Ungarisch, während sie im österreichischen Landesteil meist zweisprachig in Deutsch und Polnisch gehalten wurden. Im Kaisertum Österreich wurde die Ukrainische Sprache „Ruthenisch“ genannt; österreichische Ganzsachen (zum Beispiel Postkarten oder Kartenbriefe) erschienen in Regionen mit ukrainischer Sprache teils mit zweisprachigem Vordruck (deutsch/ruthenisch), teils auch mit dreisprachigem Vordruck (deutsch/polnisch/ruthenisch). Am 31. März 1918 wurde zwischen Wien, Krakau, Lemberg und Kiew die weltweit erste regelmäßige Flugpostlinie eingerichtet, die bis zum 15. Oktober 1918 bestand. Dafür wurden eigene Flugpostmarken verkauft.

## Ukrainische Volksrepublik

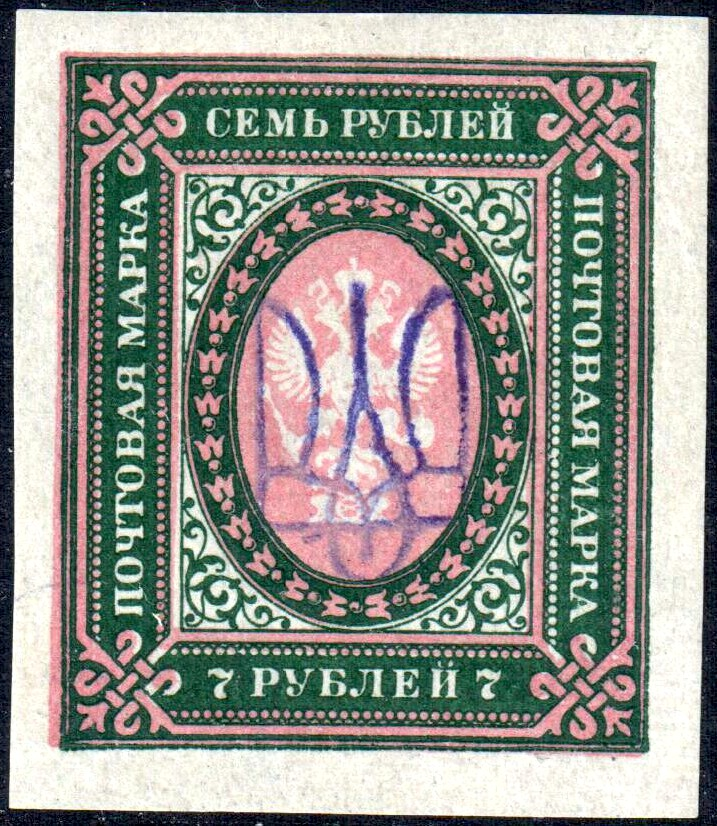
Russische Briefmarke mit Dreizack-Aufdruck

Am 22. Januar 1918 entstand im Osten die Ukrainische Volksrepublik als erster unabhängiger ukrainischer Nationalstaat.

### Die Dreizack-Serie
In den ersten sieben Monaten der Unabhängigkeit wurden russische Briefmarken für den Gebrauch in den sechs Postdistrikten Kiew, Odessa, Jekaterinoslaw (heute Dnipro), Charkiw, Poltawa, Podolien und Cherson mit einem Dreizack (Trysub) als Aufdruck verwendet. Jeder Distrikt hatte dafür eine Reihe verschiedener Geräte, sodass es für die 20 verschiedenen Briefmarken eine vielfältige Variation an Dreizack-Aufdrucken in Farbe, Form und Größe gibt, die ein wichtiges philatelistisches Sammelgebiet der Ukraine darstellen, jedoch gibt es auch zahlreiche Fälschungen. Allein für Podolien werden 58 verschiedene Dreizack-Aufdrucke gezählt. Insgesamt werden in der Dreizack-Serie über 1500 Varianten unterschieden. Das Symbol des Dreizacks bildet auch heute noch das Wappen der Ukraine.

### Erste Briefmarkenausgabe
Als erste wurde eine Serie von fünf Dauermarken ausgegeben. Die Marken wurden ungezähnt zunächst auf dünnes Briefmarkenpapier gedruckt und später auf dickeres mit Perforation. Die 10- und 20-Schah-Briefmarken gestaltete Anton Sereda (1890–1961) und die 30-, 40- und 50-Schah Briefmarken entwarf Heorhij Narbut (1886–1920). Die ukrainische Post gab 2008 eine Briefmarkenserie „90 Jahre Ukrainische Briefmarken“ mit Narbuts Konterfei sowie den von ihm entworfenen Briefmarken heraus.

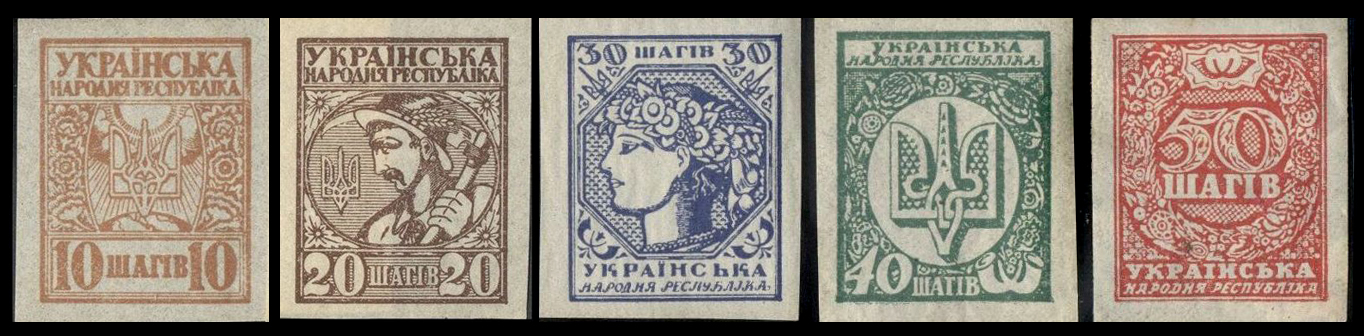
Diese Ausgabe von 1918 in Ukrainischen Schah wurde von Anton Sereda und Heorhij Narbut entworfen.

### Wien-Ausgabe
1920 wurde die Wien-Ausgabe, eine Serie von 14 Briefmarken, am österreichischen Militärgeographischen Institut in Wien gedruckt, aber von der Exilregierung mit Hauptsitz im polnischen Tarnów nicht mehr in Umlauf gebracht. Die Serie enthielt Briefmarken in den Werten 1 bis 200 Hrywen. Der Entwurf der 1-, 2-, 3-, 5-, 30-, 50-, 80-, and 200-Hrywen-Marken stammte von dem ukrainischen Künstler Mykola Iwassjuk, während die restlichen auf Fotografien historischer Orte und Personen basierten.

12 Briefmarken der nicht erschienenen Wien-Ausgabe
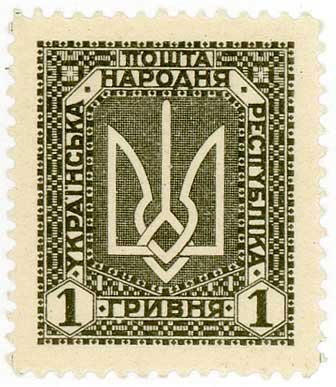
Ukrainischer Dreizack
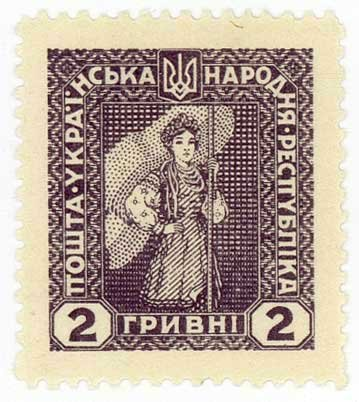
„Junge Ukraine“ mit ukrainischer Flagge
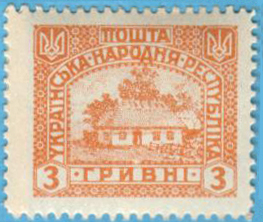
Landhaus
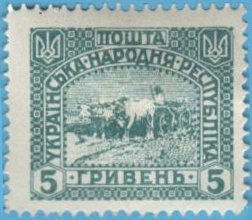
Chumak mit von Ochsen gezogenem Karren
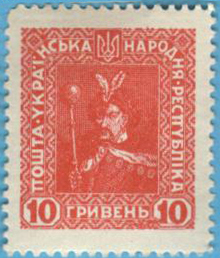
Bohdan Chmelnyzkyj
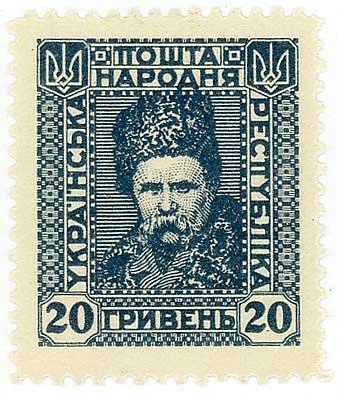
Taras Schewtschenko
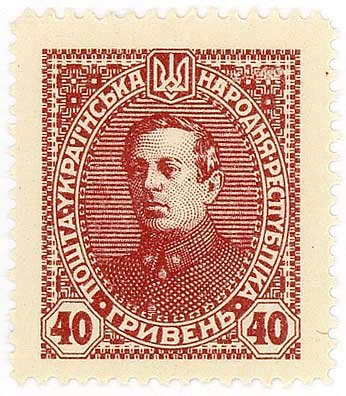
Symon Petljura
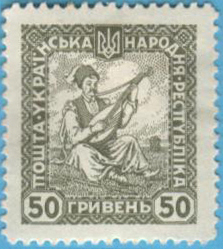
Kosake mit Bandura
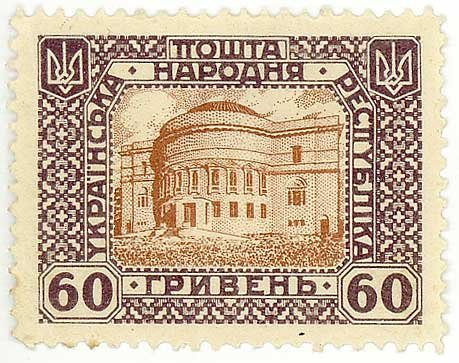
Zentralna Rada
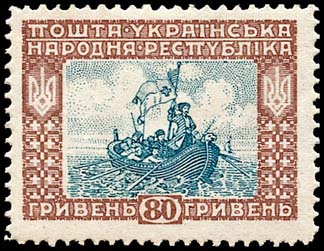
Saporoger Kosaken in einem Boot
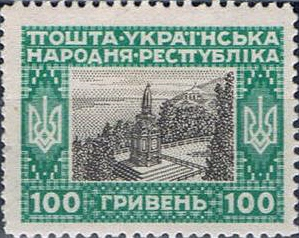
Denkmal für Wladimir den Heiligen
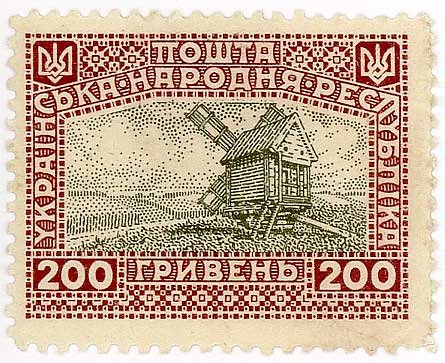
Windmühle

## Westukrainische Volksrepublik
Von 1918 bis 1919 entstand auf dem Gebiet Ostgaliziens für kurze Zeit nach dem Zusammenbruch Österreich-Ungarns die Westukrainische Volksrepublik (ukrainisch Західноукраїнська Народна Республіка, Sachidno-Ukrajinska Narodna Respublika, SUNR). Proklamiert wurde sie am 1. November 1918 und österreichische Briefmarken wurden mit Aufdrucken versehen um Postzustellungen zu ermöglichen. Die ersten solchen Briefmarken erschienen am 20. November 1918 in Lwiw. Dabei wurden die österreichischen 3-, 5-, 10- und 20-Heller-Briefmarken von 1916 bis 1917 mit einem achteckigen Muster überdruckt, das in der Mitte einen heraldischen Löwen zeigte, umgeben von der Inschrift „Західно Укр. Народна Республіка“ (Sachidno-Ukr. Narodna Republika). Am 18. März 1919 wurden in Stanisław mit der Inschrift „ПОШТА// УКР.Н.РЕП.“ (POSCHTA UKR.N.REP.) und dem Postwert in Ukrainisch überdruckte österreichische Briefmarken der Jahre 1916 bis 1918 ausgegeben (erste Stanislaw-Ausgabe). Die zweite Stanislaw-Ausgabe erschien am 5. Mai 1919 mit ähnlichem Aufdruck. Am 8. Mai 1919 wurden mit dem Trysub-Wappen und der Inschrift „З. У. Н. Р.“ (S. U. N. R.) überdruckte österreichischen Briefmarken ausgegeben (dritte Stanislaw-Ausgabe).

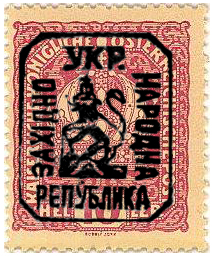
Lwiw-Ausgabe von 1918
Österreichische 5-Heller-Briefmarke mit Aufdruck für die SUNR von Mai 1919
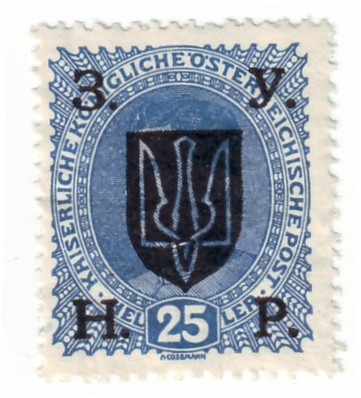
Österreichische 25-Heller-Briefmarke mit Aufdruck für die SUNR von Mai 1919

## Ukrainische Sozialistische Sowjetrepublik
Am 14. März 1919 wurde die Ukrainische Sozialistische Sowjetrepublik ausgerufen. Als Unionsrepublik der Sowjetunion (UdSSR) hatte sie kein eigenes Telekommunikations- oder Postwesen. Dieses oblag dem Ministerium für Telekommunikation der UdSSR, sodass in der Ukrainischen SSR die Briefmarken der Sowjetunion verwendet wurden.
Eine Serie von vier Zuschlagsmarken wurde jedoch 1923 als Nothilfe für die herrschende Hungersnot ausgegeben. Die vier Briefmarken waren in mehreren Städten zwischen 25. Juni und 15. Juli im Umlauf. Sie waren die einzigen jemals von der Ukrainischen SSR ausgegebenen Briefmarken.

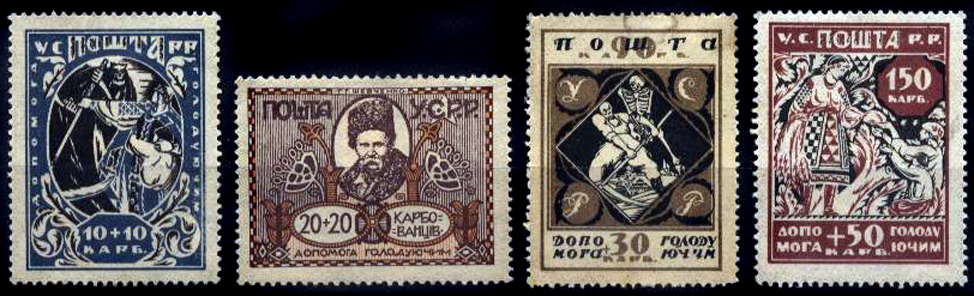
Ausgabe von 1923 zur Hungernothilfe: Die 10+10 Karbowanez- und 90+30 Karbowanez-Zuschlagsmarken zeigen jeweils einen Sensenmann. Bei der 10+10-Zuschlagsmarke stellt sich eine Mutter dabei schützend vor ihr Kind, während bei der 90+30-Zuschlagsmarke der Sensenmann hinter einem arbeitenden Bauern steht und beide dieselbe Sense halten. Die 20+20-Karbowanez-Zuschlagsmarke zeigt den ukrainischen Lyriker Taras Schewtschenko und die vierte Sondermarke von 150+40 Karbowanez zeigt eine Fruchtbarkeitsgöttin, die zwei vor ihr knienden Personen Brot reicht.

Nach dem Zweiten Weltkrieg und der deutschen Besatzungszeit wurde das sowjetische Volkskommissariat für Kommunikation, dem der Postdienst unterstellt war, in das Kommunikationsministerium der UdSSR überführt. Im letzten Jahr des Bestehens der Sowjetunion wurde im Zuge der von Präsident Michail Gorbatschow angestoßenen wirtschaftlichen und politischen Reformen eine staatliche Gesellschaft mit dem Namen Ukrtelecom ins Leben gerufen.

## Karpatenukraine
Der Landesteil der Karpatenukraine lag von 1919 bis 1938 innerhalb der föderalisierten Tschechoslowakei (ČSR). In dieser erschien am 1. Juni 1934 eine Bildpostkarten-Serie mit 8 Bildern anlässlich des 15. Jahrestages des Anschlusses der Karpatenukraine an die ČSR. Die Karpatenukraine erhielt im November 1938 Autonomie. Im März 1939 wurde das Gebiet von Ungarn vollständig besetzt und war bis 1944 Teil Ungarns und anschließend wieder formal Teil der Tschechoslowakei. 1946 wurde die Karpatenukraine vollständig an die Sowjetunion abgetreten und Teil der Ukrainischen Sozialistischen Sowjetrepublik.

## Zweiter Weltkrieg
Während des Zweiten Weltkriegs stand die Ukraine unter deutscher Besatzung im Reichskommissariat Ukraine (1941–1943/44). Deutsche Briefmarken erhielten zwischen dem 14. November 1941 und 1943 den Aufdruck UKRAINE. Nach der Befreiung gab es erneut sowjetische Briefmarken.

## Unabhängige Ukraine
Am 16. Juli 1990 übernahm der Oberste Sowjet der Ukrainischen SSR die Erklärung der staatlichen Souveränität der Ukraine. Der Künstler Oleksandr Iwachnenko aus Kiew erhielt vom Kommunikationsministerium der UdSSR den Auftrag für eine dem Ereignis gewidmete Briefmarke. Er bot einige Skizzen an, die im Kommunikationsministerium der UdSSR und im Obersten Rat der Republik diskutiert wurden. In der engeren Auswahl war eine Skizze mit einem barfüßigen Mädchen, das die Ukraine symbolisierte. Diese Briefmarke kam überarbeitet am 16. Juli 1991 zum 1. Jubiläum der Unabhängigkeitserklärung in Umlauf.
Mit Auflösung der Sowjetunion im Dezember 1991 erlangte die Ukraine endgültig ihre staatliche Unabhängigkeit. Die ersten Briefmarken der neuen Republik wurden am 1. März 1992 ausgegeben. 1992 überdruckte die ukrainische Post zudem Briefmarken der Sowjetunion mit stilisierten Dreizacken für den Gebrauch in Kiew, Lwiw und Tschernihiw. Andere sowjetische Briefmarken, die Überdrucke mit ähnlicher Grafik zeigen, waren vermutlich nicht gültig.
Ukrtelecom betrieb zunächst als Monopolist das ukrainische Telekommunikationsgeschäft und Postwesen. Seit 1994 ist das Postwesen bei der eigenständigen Gesellschaft Ukrposhta angesiedelt.
Seit 1992 wurden eine Vielzahl von Gedenkmarken und neun Serien von Dauermarken ausgegeben.

### Inflation und Währungsreform
Nach einer schweren Inflation in den Anfangsjahren wurde am 2. September 1996 die Hrywnja als neue Währung eingeführt. Dabei entsprach der Wert von 1 Hrywnja 100.000 Karbowanez. Die ersten Briefmarken mit Nominalwerten in der neuen Währung erschienen ab November.

### Dauermarken
Die Marken der 1992 erschienenen ersten Dauerserie gestaltete W. I. Dwornik. Sie zeigen eine Person als Allegorie für die junge Ukraine ähnlich zu der Gestaltung der 30-Schah-Briefmarke von Heorhij Narbut aus dem Jahr 1918. Die zweite aus sechs Briefmarken und vier verschiedenen Motiven bestehende Serie wurde am 18. Dezember 1993 in Umlauf gebracht und war bis zum 31. August 1994 gültig. Der Entwurf der Briefmarken stammt von Y. G. Logwin. Die ersten Briefmarken der dritten Dauerserie wurden am 28. Mai 1994 ausgegeben. Ihre Gestaltung stimmt mit der der zweiten Dauerserie überein. Statt Nominalwerten in Karbowanez zeigen sie jedoch acht verschiedene kyrillische Buchstaben. Die vierte Dauerserie bestand aus drei Briefmarken, die am 27. Dezember 1995 ausgegeben wurden und verschiedene öffentliche Verkehrsmittel darstellen. Die fünfte und sechste Dauerserie, die hauptsächlich verschiedene Blumen zeigen, wurden zwischen 2001 und 2006 in Umlauf gebracht. Die siebte Serie wurde zwischen 2007 und 2012 ausgegeben mit Darstellungen verschiedener traditioneller Gebrauchsgegenstände und die achte zwischen 2012 und 2016 mit Darstellungen von Blättern und Früchten verschiedener Baumarten. Die aktuelle neunte Serie läuft seit 2017 und zeigt verschiedene Stadt-, Gemeinde- und Dorfwappen der Ukraine.

Briefmarken der ersten bis neunten Dauerserie
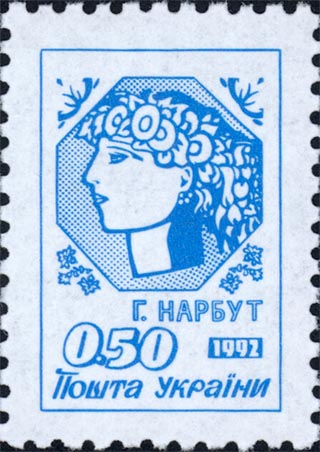
Aus erster Serie: „Junge Ukraine“
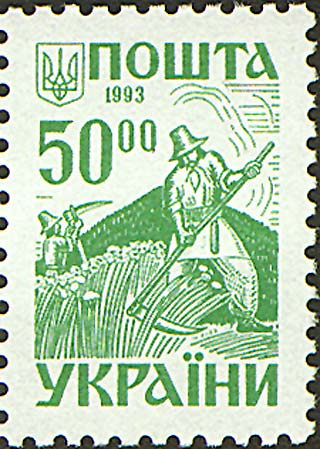
Aus zweiter Serie: Bauern beim Mähen
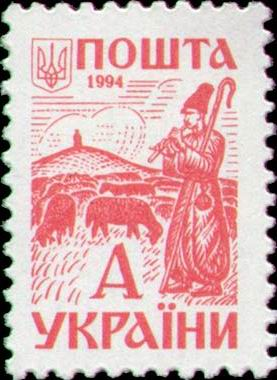
Aus dritter Serie: Hirte
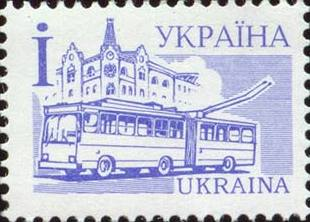
Aus vierter Serie: Trolleybus PMZ T-1
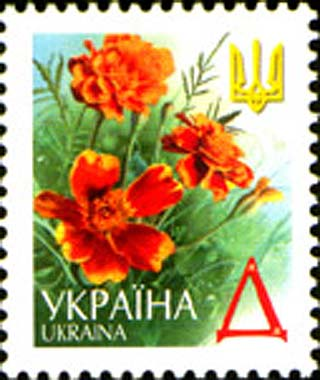
Aus fünfter und sechster Serie: Tagetes
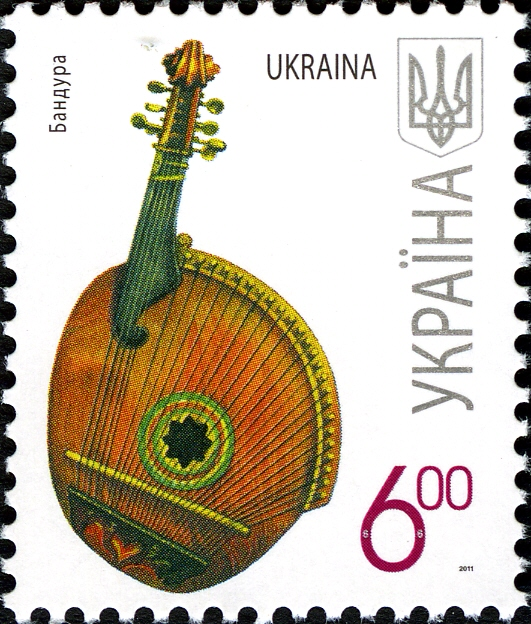
Aus siebter Serie: Bandura
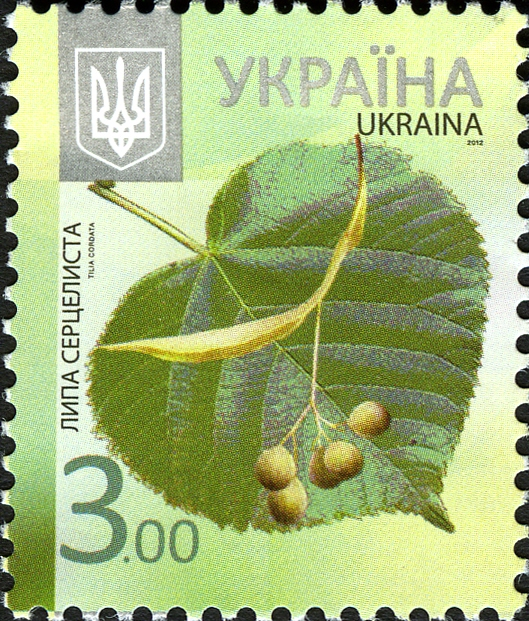
Aus achter Serie: Winterlinde
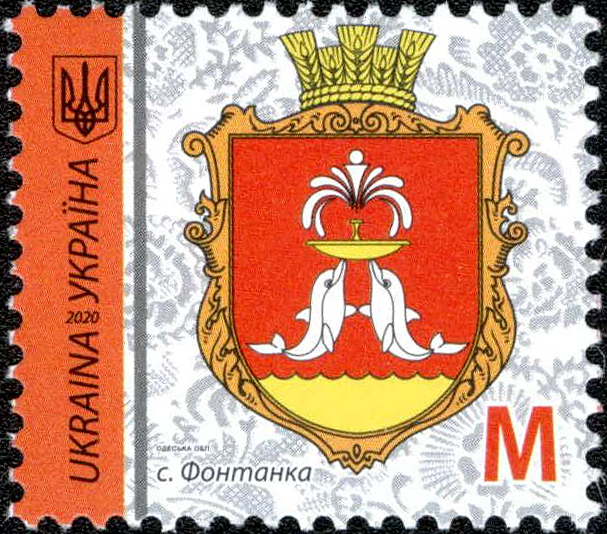
Aus neunter Serie: Wappen von Fontanka

### Russisch-Ukrainischer Krieg
2014 wurde die Autonome Republik Krim ausgerufen und annektiert. Auf dem rechtmäßig zur Ukraine gehörenden Gebiet werden seitdem russische Briefmarken verwendet.
Die von prorussischen Separatisten deklarierte Volksrepublik Donezk gab ihre erste Briefmarke 2015 aus. Die Briefmarken der lediglich von Russland und Syrien anerkannten Republik werden als Cinderellas (nichtamtliche Briefmarken) kategorisiert. Stand 2015 wurden zudem noch ukrainische Briefmarken verkauft, die jedoch nicht für den Versand von der Volksrepublik Donezk aus gebraucht werden konnten.
Nach Beginn der russischen Vollinvasion im Februar 2022 und der Ausrufung des Kriegsrechts in der Ukraine wurde die Gestaltung und Emissionspolitik der Briefmarken innerhalb kürzester Zeit umgestellt. Vor Kriegsbeginn hatte Ukrposhta Briefmarken nach thematischen Jahresplänen, welche mit dem Redaktions- und Kunstrat der Regierung mindestens 12 Monate zuvor vereinbart worden sind, veröffentlicht. Auch Sonderpostwertzeichen, die auf aktuelle Ereignisse reagieren sollten, mussten spätestens sechs Monate vor dem geplanten Ausgabedatum zur Prüfung angenommen werden. Mit dem russischen Überfall und der Ausrufung des Kriegsrechts wurde von diesen gesetzlichen Bestimmungen abgewichen und der thematische Jahresplan für 2022 nicht weiterverfolgt.
Im Vergleich zu den Vorjahren reduzierte Ukrposhta die Anzahl der jährlichen Briefmarken-Neuausgaben, erhöhte kurzfristig aber deren Stückzahl. Die Auflage der Sonderpostwertzeichen hatte sich 2022 im Vergleich zum Vorjahr verdreifacht. Die erste nach Beginn der russischen Vollinvasion gestaltete und ausgegebene Briefmarke war die Marke Russisches Kriegsschiff, f*** dich …!, welche weltweit breite Rezeption erfuhr. Ein knappes Jahr lang wurden in der Ukraine Sonderbriefmarken in millionenfacher Auflagen ausgegeben, welche aufgrund ihrer ikonischen Gestaltung im In- und Ausland auf breites Kaufinteresse stießen, so etwa die Briefmarke „Guten Abend, wir sind aus der Ukraine“ oder die Banksy-Briefmarke „FCK PTN!“. Durch ihrer Motivik und Botschaft fungierten diese Briefmarken als „(inter-)nationale Symbole des Widerstands gegen die russischen Invasoren“ und sollten „das Zusammengehörigkeitsgefühl innerhalb der Ukraine (...) stärken und zusätzliche internationale Aufmerksamkeit für das angegriffene Land in den ersten Kriegsmonaten (...) generieren“.
Eine Auswertung der Briefmarken von Februar 2022 bis Juli 2024 ergab, dass auf 57 % aller von der Ukraine ausgegebenen Briefmarken militärische Szenen abgebildet wurden. 27 % der Marken bezogen sich auf die ukrainische Kultur, 8 % zeigten zivile Arbeiter vor dem Hintergrund des Krieges, der Rest der Marken betraf die Bereiche Sport und Natur. Nur 20 % aller Marken wiesen weder in ihrer Bildmotivik, Botschaft noch in ihrem onstigen Kontext einen Bezug zum Kriegsgeschehen in der Ukraine auf. Seit Beginn des russischen Überfalls auf die Ukraine im Jahr 2022 veranstaltete Ukrposhta vermehrt Gestaltungswettbewerbe, bei welchen die Ukrainer die Briefmarken ihres Landes selbst designen und über das Gewinnermotiv direkt abstimmen konnten. Durch diese direktdemokratische Partizipationserhöhnung wurde das Zusammengehörigkeitsgefühl der Ukrainer gestärkt und die Identifikation der Bevölkerung mit der Regierung und den Streitkräften des Landes weiter vertieft.
Solidaritätsmarken anderer Länder
Mehrere Länder gaben anlässlich des Russisch-Ukrainischen Krieges Briefmarken aus Solidarität zur Ukraine heraus. So gab beispielsweise am 10. März 2022 die Latvijas Pasts (Post Lettlands) einen Block mit drei Sondermarken heraus, dessen Verkaufserlös zu einem Teil der Unterstützung der Ukraine zukommt.
In Estland erschien am 24. März, einen Monat nach dem Beginn des russischen Angriffs, eine Briefmarke „Ruhm der Ukraine“, die eine Friedenstaube vor der ukrainischen Flagge zeigt als Zeichen der Unterstützung der ukrainischen Unabhängigkeit und des Friedens. Am 25. März gab die Leipziger LVZ Post Sondermarken mit der Darstellung einer Friedenstaube und der Erde heraus, deren Verkaufserlös zum Teil Schutz suchenden Ukrainern in Leipzig als auch humanitären Projekten in der Ukraine zukommt. In Österreich erschienen am 31. März 2022 kurzfristig herausgegebene Zuschlagsmarken, deren Zuschlag je zur Hälfte an die Hilfsaktionen „Nachbar in Not“ und das Kinderhilfswerk der Vereinten Nationen gehen. Am 12. April gab Kroatien eine Briefmarke „Für Frieden in der Ukraine“ heraus, die ein die ukrainische Flagge bildendes Rapsfeld unter blauem Himmel darstellt. In Kanada erschienen Zuschlagsmarken, die eine Sonnenblume, die Nationalpflanze der Ukraine, zeigen. Luxemburg brachte Briefmarken mit blau-gelber Friedenstaube zur Unterstützung der Flüchtlingsarbeit heraus, deren gesamter Erlös der ukrainischen Gemeinschaft in Luxemburg zukommt. Am 6. Mai wurden auch in Litauen nach einem Designwettbewerb Briefmarken „für die Verteidiger der ukrainischen Freiheit“ ausgegeben. Diese zeigen zwei sich umarmende Personen in Blau und Gelb als Zeichen der Unterstützung für die Ukrainer. In Spanien erschien am 30. Mai ebenfalls eine Solidaritätsmarke mit dem Titel „Spanien mit der Ukraine“.